# Jonas Iversby Hvideberg
Jonas Iversby Hvideberg, né le 9 février 1999 à Rolvsøy, est un coureur cycliste norvégien. Il est notamment champion d'Europe sur route espoirs en 2020,.

## Biographie

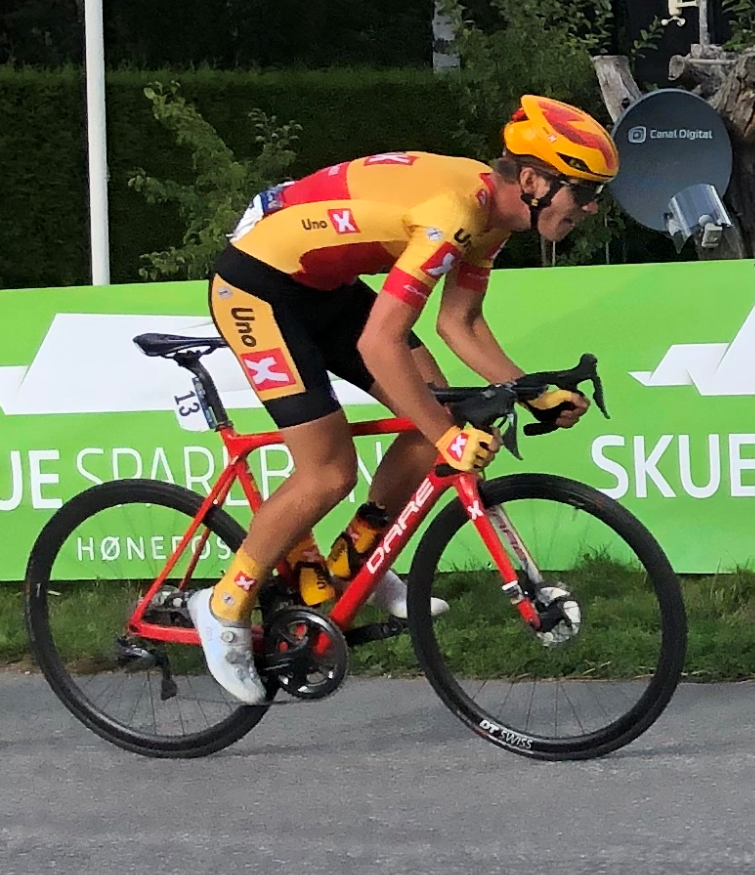
Jonas Iversby Hvideberg lors des championnats de Norvège de 2020

En 2017, pour sa deuxième année chez les juniors (moins de 19 ans), Jonas Iversby Hvideberg se classe quatrième de l'Internationale Niedersachsen-Rundfahrt der Junioren et cinquième de Paris-Roubaix juniors. En juin 2018, il rejoint l'équipe norvégienne Uno-X Norwegian Development, où il reste pendant quatre saisons. Il obtient son premier résultat notable en octobre 2019, en se classant troisième de Paris-Tours espoirs, après avoir terminé plus tôt dans la saison  dixième de Paris-Roubaix espoirs. Le 23 août 2020, il termine deuxième du championnat de Norvège sur route, battu au sprint par Sven Erik Bystrøm Quatre jours plus tard, il crée la surprise en devenant à Plouay Champion d'Europe sur route espoirs (moins de 23 ans) en devançant au sprint  ses deux derniers compagnons d'échappés. En 2021, il participe à ses premières classiques World Tour et remporte en solitaire Paris-Tours espoirs pour sa dernière course dans la catégorie, un mois et demi après s'être fracturé la clavicule lors de la Brussels Cycling Classic.
Grâce à ses succès, il rejoint l'équipe World Tour DSM à partir de la saison 2022. Lors du Tour de Catalogne 2022, il est membre d'un groupe d'échappée sur les deux premières étapes, ce qui lui permet de récolter des points et des secondes de bonification sur les classements intermédiaires. Pendant la troisième étape, il est ainsi leader du classement général ainsi que du classement des jeunes, par points et de la montagne.

## Palmarès
- 2016
  - 3e du championnat de Norvège du critérium juniors
- 2017
  - 1re étape du Tour de Basse-Saxe juniors
- 2019
  -  Champion de Norvège du critérium
  - 3e étape de l'Uno-X Tour Te Fjells
  - 2e de l'Uno-X Tour Te Fjells
  - 3e de Paris-Tours espoirs
- 2020
  -  Champion d'Europe sur route espoirs
  - 2e du championnat de Norvège sur route
- 2021
  - Paris-Tours espoirs

## Résultats sur les grands tours

### Tour d'Italie
1 participation
- 2023 : 117e

### Tour d'Espagne
1 participation
- 2022 : 110e

## Classements mondiaux
| Année                                 | 2019  | 2020 | 2021 | 2022  | 2023  | 2024  |
| ------------------------------------- | ----- | ---- | ---- | ----- | ----- | ----- |
| Classement mondial                    | 1896e | 177e | 686e | 1556e | 2376e | 2394e |
| UCI Europe Tour                       | 1248e | 146e | 544e | 1042e | nc    | nc    |
|                                       |       |      |      |       |       |       |
| Légende : nc = non classéSource : UCI |       |      |      |       |       |       |